# Viveka Babajee
Viveka Babajee (27 tháng 5 năm 1973 – 25 tháng 6 năm 2010) là một người mẫu và diễn viên người Mauritius. Cô giữ danh hiệu Hoa hậu Thế giới Mauritius 1993 và Hoa hậu Hoàn vũ Mauritius 1994. Cô được biết đến nhiều nhất với những quảng cáo bao cao su KamaSutra của cô trong những năm 1990, và vì sự tham gia của cô trong sự kiện gọi là lừa đảo Liên hoan phim Manila năm 1994.
Xác Babajee được tìm thấy treo từ quạt trần trong căn hộ của mình vào ngày 25 tháng 6 năm 2010 tại dinh thự Bandra của cô ở Mumbai. Các báo cáo của cảnh sát nói rằng cô tự sát vì bị trầm cảm.

## Đầu đời
Là con út trong bốn chị em, Babajee sinh tại Port Louis, Mauritius vào ngày 27 tháng 5 năm 1973. Mẹ cô là Maharashtrian và sinh ra ở Hyderabad. Babajee đến Ấn Độ vào giữa những năm 1990.

## Nghề nghiệp
Babajee đạt được thành công ở Ấn Độ sau khi quảng cáo bao cao su KamaSutra nổi tiếng. Cô cũng tham gia vào các video ca nhạc cho "Boom Boom" của Daler Mehndi, "Hai Meri Billo" của Harbhajan Mann và "Phir Se" của Abbey. Năm 2009, công ty của cô – Cream Events thành công với sự giúp đỡ của bạn trai cũ và đối tác kinh doanh của cô, Kartik Jobanputra. Sau đó, cô phá vỡ tất cả các mối quan hệ với Cream Events.

## Tử vong
Cô được tìm thấy trong tình trạng bị treo từ quạt trần trong căn hộ của mình vào ngày 25 tháng 6 năm 2010 tại dinh thự Bandra của cô ở Mumbai. Báo cáo của cảnh sát nói rằng Babajee đã tự tử do trầm cảm. Bài viết cuối cùng trong cuốn nhật ký của cô, được tìm thấy bên cạnh xác cô có viết: "anh đã giết tôi, Gautam Vohra," và các báo cáo chưa được xác nhận nói rằng cô đã trở nên chán nản sau khi tách khỏi bạn trai của cô, Gautam Vohra. Tuy nhiên, vào năm 2012, vụ án đã được cảnh sát mở lại sau khi Gautam Vohra bị bắt vì liên quan đến vụ án mạng.